# 徳川達道
徳川 達道（とくがわ さとみち）は、一橋徳川家の11代当主。妻は徳川慶喜の三女・鐵子。

## 生涯
明治5年（1872年）11月19日、徳川茂栄の四男として誕生。母は側室・小菅氏。兄は松平義端。
明治17年（1884年）4月26日、家督を継いだ。同年6月2日、初名・英次郎を改め、達道と名乗る。同月18日、元服し、従五位に叙される。同年7月7日、伯爵となった。
1944年（昭和19年）12月29日、死去。
家督は、宗敬（水戸徳川家・徳川篤敬の二男）が継いだ。

## 栄典
- 1931年（昭和6年）1月16日 - 従二位[6]